# Danny (piłkarz)
Danny, właśc. Daniel Miguel Alves Gomes (ur. 7 sierpnia 1983 w Caracas, Wenezuela) – piłkarz portugalski, grający na pozycji ofensywnego pomocnika. Posiada także obywatelstwo wenezuelskie.

## Kariera klubowa
Danny urodził się w stolicy Wenezueli, Caracas. W młodym wieku wyjechał z rodzicami na portugalską wyspę Maderę. Tam też rozpoczął piłkarskie treningi w klubie CS Marítimo z miasta Funchal. Do kadry pierwszego zespołu trafił w sezonie 2001/2002 i wtedy też zadebiutował w Superlidze. W swoim debiutanckim sezonie w barwach CS Marítimo wystąpił w 20 meczach ligowych, zdobywając 5 bramek. Klub zakończył rozgrywki na 6. miejscu w tabeli. W sezonie 2002/2003 rozpoczął rozgrywki jako zawodnik Marítimo, jednak w jego trakcie przeszedł za kwotę 2,1 miliona euro do Sportingu CP, ówczesnego mistrza Portugalii. Ze względu na dużą konkurencję w formacji ofensywnej, rzadko pojawiał się na boisku i rozegrał jedynie 3 mecze ligowe; Sporting zakończył sezon na 3. pozycji w lidze.
Na sezon 2003/2004 został wypożyczony na rok do Marítimo, gdzie pełnił rolę podstawowego zawodnika. Przyczynił się do uzyskania przez klub ponownie 6. miejsca w portugalskiej Superlidze. Po zakończeniu wypożyczenia powrócił do Sportingu, w barwach którego rozegrał 9 spotkań ligowych w rundzie jesiennej sezonu 2004/2005.
Zimą 2005 roku za 3 miliony euro Danny został sprzedany do rosyjskiego Dynama Moskwa, jako jeden z kilku piłkarzy z zaciągu portugalsko-brazylijskiego. W Premier Lidze zadebiutował 12 marca w przegranym 1:4 wyjazdowym meczu z Zenitem Petersburg. W Dynamie wywalczył miejsce w wyjściowej jedenastce i zdobył 4 gole, przyczyniając się do 8. miejsca w Premier Lidze. Został też uznany najlepszym piłkarzem klubu w sezonie. W 2006 roku wspomógł zespół Dynama w walce o utrzymanie w lidze – jego dorobek bramkowy to 2 gole.
25 sierpnia 2008 za 30 milionów euro został kupiony przez Zenit Petersburg. Zenit ustanowił zarazem rekord transferowy w lidze rosyjskiej. Poprzedni rekord należał do ekipy Dynama Moskwa, która w maju 2005 kupiła za 16 milionów euro Maniche'a.
Danny w nowym klubie zadebiutował 29 sierpnia roku w wygranym 2:1 meczu o Superpuchar Europy z Manchester United, w którym strzelił jedną z bramek. W czerwcu 2011 roku Portugalczyk podpisał nowy czteroletni kontrakt z klubem. Jednak w lutym 2012 roku, doznał kontuzji kolana, która wykluczyła go z gry na dłuższy czas i pozbawiła niemal pewnego powołania na Euro 2012. Krótko po tym jak do rezerw odesłany został Igor Denisow, Danny został mianowany kapitanem drużyny. W 2015 roku zapowiadał opuszczenie drużyny po wygaśnięciu kontraktu, jednak ostatecznie na początku czerwca 2015 roku podpisał nowy dwuletni kontrakt z rosyjską ekipą. W latach 2015–2017 odgrywał już mniejszą rolę w drużynie w efekcie czego zdecydował się odejść z klubu po wygaśnięciu kontraktu.
27 czerwca 2017 roku Slavia Praga ogłosiła podpisanie kontraktu z byłym reprezentantem Portugalii. Danny spędził w Czechach jeden sezon, w którym wystąpił w 21 meczach i zdobył jedną bramkę. 
Rok później wrócił do CS Marítimo, również spędził tam jeden sezon. Rozegrał 13 spotkań i nie strzelił ani jednej bramki. 
| Sezon   | Klub             | Kraj       | Rozgrywki     | Mecze | Bramki |
| ------- | ---------------- | ---------- | ------------- | ----- | ------ |
| 2001/02 | CS Marítimo      | Portugalia | Superliga     | 20    | 5      |
| 2002/03 | CS Marítimo      | Portugalia | Superliga     | 15    | 0      |
| 2002/03 | Sporting CP      | Portugalia | Superliga     | 3     | 0      |
| 2003/04 | CS Marítimo      | Portugalia | Superliga     | 29    | 1      |
| 2004/05 | Sporting CP      | Portugalia | Superliga     | 9     | 0      |
| 2005    | Dinamo Moskwa    | Rosja      | Priemjer-Liga | 27    | 4      |
| 2006    | Dinamo Moskwa    | Rosja      | Priemjer-Liga | 24    | 2      |
| 2007    | Dinamo Moskwa    | Rosja      | Priemjer-Liga | 28    | 6      |
| 2008    | Dinamo Moskwa    | Rosja      | Priemjer-Liga | 18    | 5      |
| 2008    | Zenit Petersburg | Rosja      | Priemjer-Liga | 10    | 5      |
| 2009    | Zenit Petersburg | Rosja      | Priemjer-Liga | 8     | 0      |
| 2010    | Zenit Petersburg | Rosja      | Priemjer-Liga | 27    | 10     |
| 2011/12 | Zenit Petersburg | Rosja      | Priemjer-Liga | 27    | 9      |
| 2012/13 | Zenit Petersburg | Rosja      | Priemjer-Liga | 12    | 2      |
| 2013/14 | Zenit Petersburg | Rosja      | Priemjer-Liga | 25    | 13     |
| 2014/15 | Zenit Petersburg | Rosja      | Priemjer-Liga | 28    | 3      |
| 2015/16 | Zenit Petersburg | Rosja      | Priemjer-Liga | 23    | 6      |
| 2016/17 | Zenit Petersburg | Rosja      | Priemjer-Liga | 12    | 4      |
| 2017/18 | Slavia Praga     | Czechy     | HET Liga      | 5     | 1      |

## Kariera reprezentacyjna
Danny ma za sobą występy w młodzieżowej reprezentacji Portugalii U-21. W 2004 roku został powołany do kadry olimpijskiej na Igrzyska Olimpijskie w Atenach, na których Portugalia nie osiągnęła sukcesu. 5 sierpnia 2008 zadebiutował w seniorskiej reprezentacji w wygranym meczu 5:0 z Wyspami Owczymi zagrał 5 minut. W 2010 roku został powołany przez selekcjonera Carlosa Queiroza do kadry na Mistrzostwa Świata w Piłce Nożnej 2010. Podczas turnieju rozgrywanego w Republice Południowej Afryki rozegrał 3 mecze, w tym pełne 90 minut w spotkaniu przeciwko Brazylii. Podczas eliminacji do Mistrzostw Europy 2012 zdobył dwie bramki w meczach przeciwko Cyprowi. Były to jego ostatnie trafienia w narodowych barwach, ostatni mecz w kadrze rozegrał 29 marca 2016 roku przeciwko Belgii.